# (1107) Lictoria
(1107) Lictoria es el asteroide número 1107, en el cinturón principal. Fue descubierto por el astrónomo Luigi Volta desde el observatorio de Turín, el 30 de marzo de 1929. Su designación alternativa es 1929 FB. Está nombrado por la forma en latín de Fasci Littori.